# كمال رشيد
كمال رشيد واسمه الكامل كمال عبد الرحيم رشيد عبد الفتاح (ولد في 1941 في الخيرية، يافا – توفي في 29 مارس 2008) شاعر وكاتب أردني من أصل فلسطيني، وكان رئيسًا لرابطة الأدب الإسلامي في الأردن.

## سيرته
تخرج من جامعة دمشق عام 1966 وحصل على بكالوريس اللغة العربية، وحصل على الماجستير في علوم اللغة من جامعة محمد الخامس في المغرب عام 1978، وحصل على الدكتوراة في علوم اللغة العربية من الجامعة الأردنية عام 1996، عمل في وزارة التربية والتعليم في مديرية المناهج، وفي تطوير الكتب المدرسية، وله بصمات واضحة في تطوير المناهج في مبحث اللغة العربية، وله الفضل في إعادة تدريس مادة العروض في الأردن، عمل رئيسا لتحرير صحيفة الرباط الناطقة باسم جماعة الاخوان المسلمين في الأردن مدة أربعة سنوات، وكتب في الدستور الأردنية سنوات طويلة، وعمل مديرا للمدارس العمرية التابعة للبنك الإسلامي
هو شاعر واديب ومفكر عربي، له امسيات شعرية في اغلب المنتديات والمحافل العربية، وقام بتمثيل الأردن في أكثر من محفل رسمي.

## حياته العلمية
عمل الدكتور كمال رشيد بعد تخرّجه من الثانوية العامة معلماً في مدينة طولكرم عام 1962م، في مدرسة الخالدية ثم في المدرسة العمرية.. وفي عام 1964م أُعير معلماً للجزائر، وفي تلك السنة أصيب بكسر في رجله ودخل مستشفى الجامعة.. وفي المستشفى نظم عدداً من القصائد، ولكنها ضاعت منه.. وفي عام 1965م عاد من الجزائر إلى نابلس، وعمل معلماً في قرية «بيتا».

## الأعمال التي قام بها أثناء عمله بإدارة المناهج
- كان عضو الفريق الوطني لتأليف كتب اللغة العربية.
- رئيس اللجنة الأردنية المحلية لمشروع «الرصيد اللغوي» التابع للمنظلمة العربية للتربية والثقافة والعلوم.
- ممثل الأردن في لجنة البرامج التعليمية الموجهة للطلبة العرب في الأرض المحتلة التابعة للمنظمة العربية للتربية والثقافة والعلوم.
- فحص عدد من الكتب المدرسية لغوياً وتحريرها وإجازتها.
- تقويم الكتب المقترح اقتناؤها لمكتبات مدارس وزارة التربية.
- تمثيل الأردن في عدد من المؤتمرات التربوية واللغوية والتعليمية.

## مؤلفاته
- شدو الغرباء (ديوان شعر) عمان، 1975.
- عيون في الظلام (ديوان شعر) دار المنار بالزرقاء، عمان، 1984.
- أشواق في المحراب (ديوان شعر) عمان، 1985.
- القدس في العيون (ديوان الشعر) عمان، 1990.
- نسائم الوطن (ديوان شعر) عمان، 1997.
- أناشيدي (ديوان شعر للأطفال، جزءان) عمان، 1989.
- أقوال ومواقف (مسرحيات للأطفال) عمان، د. ن، 1990.
- سلسة كتب اللغة العربية المقررة للمرحلة الإلزامية في الأردن (مشترك مع الفريق الوطني (الأردني) للتأليف: مجمع اللغة العربية).
- التراث في القرآن الكريم (دين) عمان د.ن، 1996.
- الزمن النحوي في اللغة العربية (نحو) الرباط 1979.